# 苏巍 (少将)
苏巍，男丶中共政治人物丶軍事人物丶中國人民解放軍少將，中共党員。

## 經歷
時仼成都征兵办公室主任苏巍少将曾代表成都军区征兵办公室在2011年成都冬季征兵記者招待會上，負責向社會大眾解釋有關徵兵的有關問題。並且參與
云南盈江发生里氏５.８级地震支援工作。
苏氏歷仼成都军区征兵办公室主任、军区副参谋长丶四川省軍區副司令員。